# Jürgen Stock (Jurist)

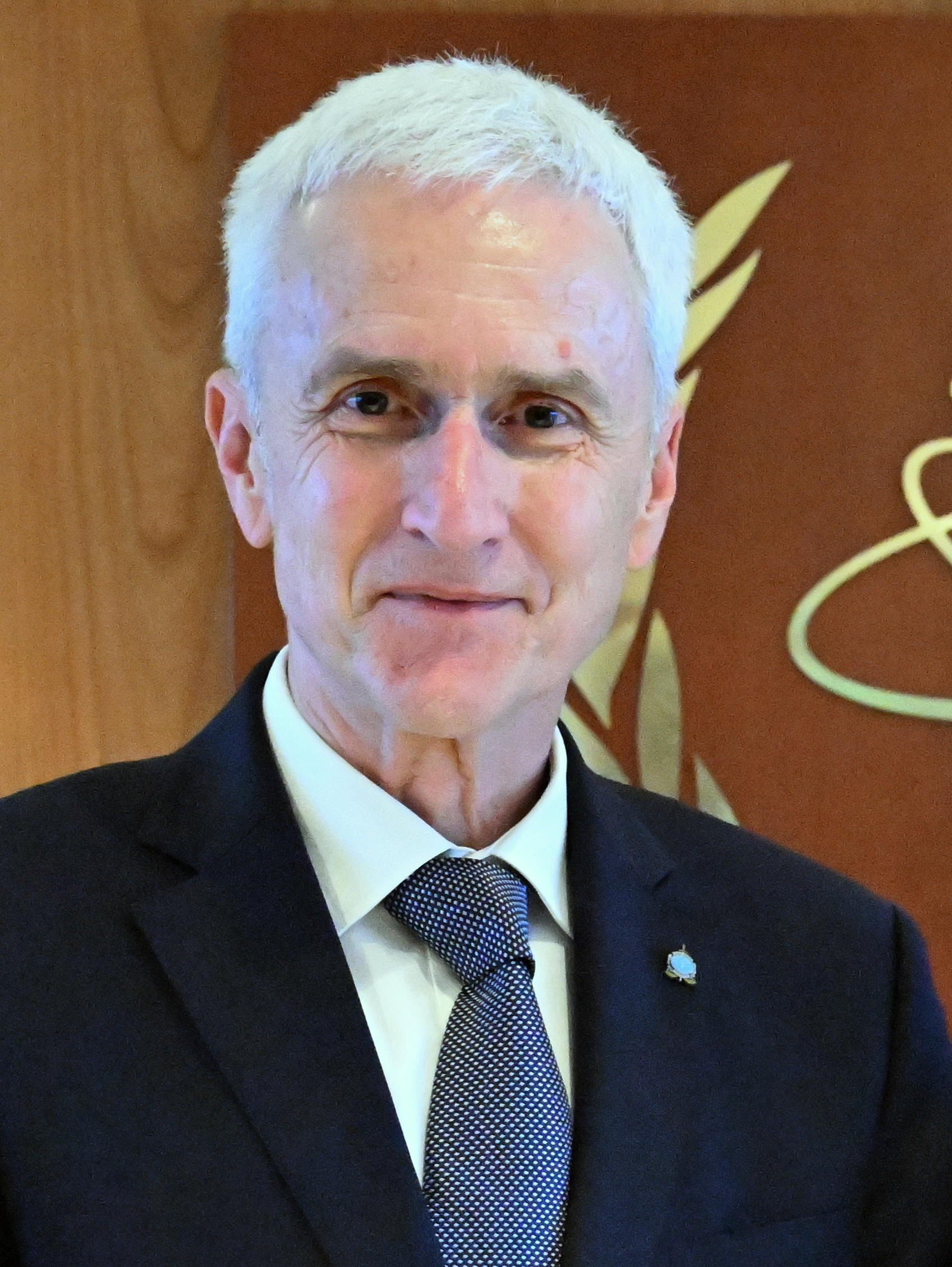
Jürgen Stock, 2024

Jürgen Stock (* 4. Oktober 1959 in Wetzlar) ist ein deutscher Volljurist und war bis November 2024 Generalsekretär von Interpol. Bis zum Anfang November 2014 war er Vizepräsident beim Bundeskriminalamt (BKA). Seit 2006 ist er auch Honorarprofessor für Kriminologie am Fachbereich Rechtswissenschaft der Justus-Liebig-Universität Gießen.

## Leben

### Karriere
Jürgen Stock war zunächst in Hessen von 1978 bis 1987 als Kriminalbeamter tätig und studierte von 1984 bis 1990 Rechtswissenschaften, ab 1988 als Stipendiat der Studienstiftung des deutschen Volkes. Von 1990 bis 1993 war er an der Universität Gießen als Forschungsassistent tätig. Es folgte von 1993 bis 1995 das Referendariat, welches er mit Ablegung des Großen Staatsexamens beendete. Nach einer kurzen Tätigkeit als Rechtsanwalt war er von 1996 bis 1998 Referent beim BKA.
1998 wurde Stock zum Professor und Gründungsrektor der Fachhochschule der Polizei Sachsen-Anhalt ernannt. Von 1999 bis 2000 war er Vorsitzender der Konferenz der Rektoren/Präsidenten der Polizei-Fachhochschulen, Leiter der Fachbereiche Polizei der Verwaltungsfachhochschulen und stellvertretender Vorsitzender der Konferenz der Rektoren der Fachhochschulen für den öffentlichen Dienst.
2000 kehrte Stock in das Bundeskriminalamt zurück und übernahm die Leitung der Abteilung „Kriminalistisches Institut“, bevor er am 1. September 2004 zum Vizepräsidenten des BKA ernannt wurde.
Auf der 76. Generalversammlung der internationalen Polizeiorganisation IKPO-Interpol im November 2007 in Marrakesch (Marokko) wurde Stock für die Dauer von drei Jahren zum Vizepräsidenten von Interpol gewählt. Seine Amtszeit endete regulär im Jahre 2010.
Auf der 83. Interpol-Generalversammlung in Monaco im Jahr 2014 wurde Stock zum Generalsekretär gewählt. Er trat damit die Nachfolge Ronald K. Nobles an. Nach zwei Amtszeiten Stocks übernahm der Brasilianer Valdecy Urquiza am 7. November 2024 das Amt des Generalsekretärs, nachdem Urquiza bei der 92. Interpol-Generalversammlung in Glasgow gewählt wurde. 

### Weitere Funktionen
Neben seiner Funktion als Vizepräsident des BKA übte Stock weitere Funktionen aus:
- 2000: Mitglied der Projektleitung des Programms Polizeiliche Kriminalprävention der Länder und des Bundes
- 2004: Vorstandsmitglied der „Neuen Kriminologischen Gesellschaft e.V“
- 2006: Honorarprofessor für Kriminologie an der Justus-Liebig-Universität Gießen
- 2007: Mitglied des Wissenschaftlichen Programmausschusses Sicherheitsforschung der Bundesregierung
- 2008: Mitglied im Beirat aus Wissenschaft und Praxis des Studiengangs „Risiko- und Sicherheitsmanagement“ der Hochschule für Öffentliche Verwaltung Bremen
- 2009: Mitglied des Arbeitskreises Corporate Compliance des Institute for European Affairs
- 2010: Mitglied des Beratungsgremiums beim Bundesministerium für Wirtschaft und Technologie zur „Industriepolitischen Strategie für innovative und international erfolgreiche Sicherheitslösungen“

Folgende Funktionen übte er in der Vergangenheit aus:
- 2004 bis 2007: Mitglied des Vorstandes der Mitteleuropäischen Polizeiakademie
- 2005 bis 2006: Mitglied des European Security Research Advisory Board